# Oplostomus rotundiceps
Oplostomus rotundiceps är en skalbaggsart som beskrevs av Moser 1905. Oplostomus rotundiceps ingår i släktet Oplostomus och familjen Cetoniidae. Inga underarter finns listade i Catalogue of Life.